# 太平町
太平町為臺灣日治時期臺北市之行政區，共分一～九丁目，因為町內有太平街而得名。位於大稻埕永樂町之東，兩町公學校校際棒球賽等體育活動抗衡為盛事。戰後劃入延平區，約為今臺北市大同區延平北路一段至三段附近，延平北路在當時名為「太平町通」。太平町在戰前是台灣人社會運動的大本營，在戰後則是引發影響台灣社會甚鉅的二二八事件的起始點。

## 町內設施
- 太平町二丁目警察官吏派出所（二丁目，今延平北路一段86號）

今「臺北市政府警察局大同分局延平派出所」。
- 張東隆商行（二丁目，今延平北路一段145-1號）

張東隆商行是由張東紅四兄弟在1903年所組成，販賣揮發石油、機械油、燃料、砂糖、麥粉和進口汽車，事業體頗為龐大。該建築於1930年12月落成，為當時太平町的最高地標。在太平洋戰爭末期，由於此建築是制高點，1944年日人於張東隆商行屋頂架設防空高射炮。戰後張東隆商行北側兩開間售予常殷建設，頂樓陽臺和半圓山牆先遭拆除，爾後南側一開間與鄰房被劃入都市更新範圍而遭拆除，現只剩北側兩開間存在。2005年租给第一化工，2016年常殷建設收回使用，並大幅更新內外硬體，現由第一化妝品承租使用。
- 太和堂藥房（二丁目，今延平北路一段149、151號）

太和堂藥房的主人李英是日治時期著名的「藥種商」。在太平洋戰爭末期，1944年日人於張東隆商行屋頂架設防空高射炮，太和堂的房子被拆除開闢防火巷，戰後才於1947年在原地重建。目前建築指定為台北市歷史建築。
- 太平町光食堂支店（二丁目，今延平北路一段155號）

約1935年左右為大稻埕的和食料理店，外觀為圓頂狀。其店門口在早晨時會有路邊攤停留於此，為當時街頭的知名早餐攤位。建築本體已不存在。
- 法主公廟（二丁目，今南京西路344巷2號）

與大稻埕霞海城隍廟、大稻埕慈聖宮並列為大稻埕三大廟。
- 天馬茶房（三丁目，今南京西路189號）

由詹天馬在1941年創立於臺北市大稻埕太平町的咖啡屋，1947年二二八事件的導火線緝菸血案發生於此。
- 維特咖啡（三丁目，今延平北路二段1號）

1930年代的「維特咖啡」（Café Werther），是台灣人最早開設的咖啡廳，因生意清淡才轉型為「菜店」（有女給陪侍的娛樂場所）。後轉為「萬里紅公共食堂」（萬里紅大酒家），在民國50年代因國共對抗，「紅」字犯了忌諱而更名為「All Beauty」，台語的「黑」的發音與「All」音似，因而演變成「黑美人大酒家」。目前建築保存良好，是台北市歷史建築。
- 亞細亞ホテル（三丁目，今延平北路二段3號）

1928年為「亞細亞ホテル」旅館所在地，彭瑞麟曾在2樓開設「アポロ寫真館」。1960-1990年間為「大千百貨公司」，大千百貨公司在當時與寶慶路遠東百貨及中華路的第一百貨是台北市三大百貨公司，並引進了台北第一座電動手扶梯。目前建築保存良好。
- 大安醫院（三丁目，今延平北路二段29號偏左側附近）

為蔣渭水的大安醫院及《台灣民報》的總批發處舊址，原址位於義美食品延平門市偏左側附近。建築本體已不存在，而位於大安醫院右側的街屋仍有部分保留下來。
- 發記茶行（三丁目，今延平北路二段27號）

由茶商洪九江經營，現為都市再生前進基地─「URS27W城市影像實驗室」。
- 第三世界館（三丁目，今延平北路二段61巷17~19號）

1923年成立，初名為「台灣奇麗馬館」，1926年更名為「第三世界館」，戰後後改為大光明戲院。建築本體已拆除並改建成住宅大樓。
- 春風得意樓（三丁目，今延平北路二段83號右側附近）

開設於1914年，是臺灣日治時期臺北市大稻埕著名的高級臺菜飯店，與「江山樓」、「東薈芳」、「春風得意樓」、「蓬萊閣」並稱為四大旗亭（有歌女陪侍的酒家），有「江東春蓬」之稱。「春風得意樓」遂成為當時士紳聚會吃飯、招待朋友的地方，蔣渭水更經常邀集醫師、學生與社會人士，齊聚此地共同討論有關台灣社會弊病與興革方法。今建築本體已拆除，原址位於「帝國花園廣場大廈」右側附近。
- 東薈芳
- 錦茂茶行（三丁目，今延平北路二段83號）

早期知名茶行之一，在當時太平町的街屋中，高度僅次於張東隆商行。今建築本體已拆除，現為「帝國花園廣場大廈」。
- 文裕茶行（四丁目，今民生西路321號）

早期知名茶行之一，1964年轉為「杏花閣大酒家」。建築本體仍存在，現為「杏花閣大酒家」。
其右側不遠有另一知名茶行「新芳春茶行」(舊址位於日新町二町目，今民生西路309號)，建築本體仍存在，現已完整修復並作為展覽空間。
- 順天外科醫院（四丁目）

- 波麗路西餐廳（四丁目，今民生西路314號）

1934年落成，台灣現今僅存最具歷史的西餐廳。
- 第一劇場（四丁目，今延平北路二段202~208號）

1935年落成，是大稻埕茶葉富商陳天來所投資興建，附近的「第一唱片行」現今仍在營業中。今建築本體已拆除，現為「第一企業中心」。
- 太平館（四丁目，今延平北路二段210巷9弄1號）

1934年成立稱為「太平館」，戰後更名為「新民戲院」，有上海京劇班「海昇京劇團」、「戴綺霞劇團」的演出紀錄，後更名為「文化戲院」，1954年更名為「國泰戲院」。建築本體已拆除並改建成住宅大樓，名為「國泰第一」。
- 仁安醫院（五丁目，今延平北路二段237號)

日治時期大稻埕有兩所規模較大、由臺灣人開設的西式醫院，分別為「仁安醫院」與「朝北醫院」，又稱「北仁安南朝北」。目前建築指定為台北市市定古蹟。
- 太平公學校（六丁目，今延平北路二段239號）

今太平國小。1898年創校，承1896年設立之「台北國語傳習所」，原名「大稻埕公學校」與「太平公學校」，是台北市歷史最悠久的國民小學之一，與永樂國小隔路相望。
- 永樂公學校（六丁目，延平北路二段266號）

今永樂國小，原為太平國小西校區。1930年西畔舊校舍撥給新設立臺北市永樂公學校使用。
- 太平町市場（六丁目，今延平北路二段255號247巷）

今太平市場。
- 株式會社高砂鐵工所（七丁目，今為臺北市大同區伊寧街46號範圍）

1917年成立的「高砂鑄造株式會社」，為鹿港辜家家族產業。戰後白色恐怖時期為審訊囚禁的空間「保密局北所」。建築本體已拆除。
- 和衷醫院（七丁目）

林篤衷開設於1923年，建築尚存。
- 河合公學校（九丁目，今昌吉街97號）

現延平國小。
- 俊成橋，商人游俊成為永樂國小與太平國小學童交童安全而捐獻的人行陸橋。

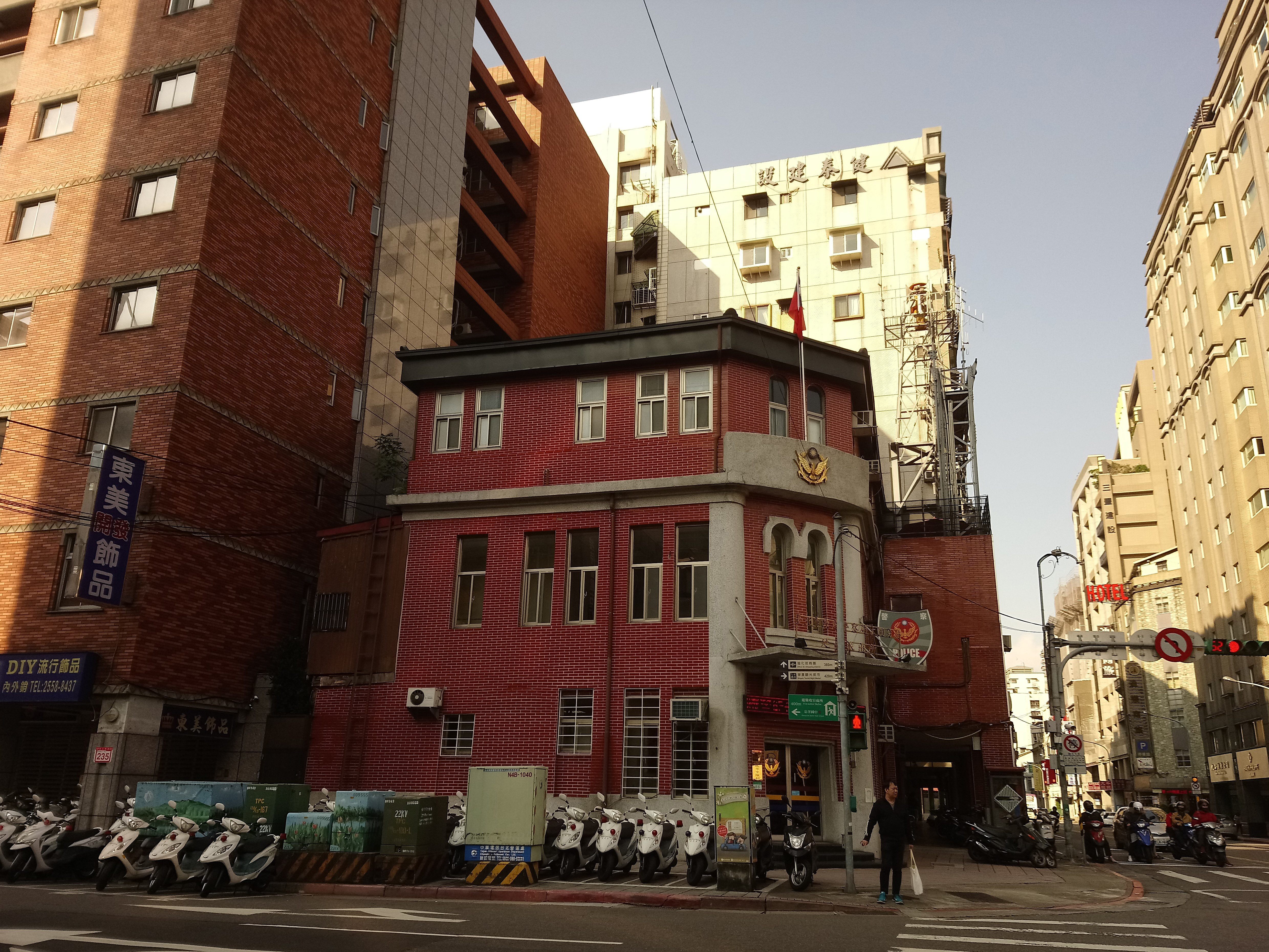
太平町二丁目警察官吏派出所（今延平派出所）
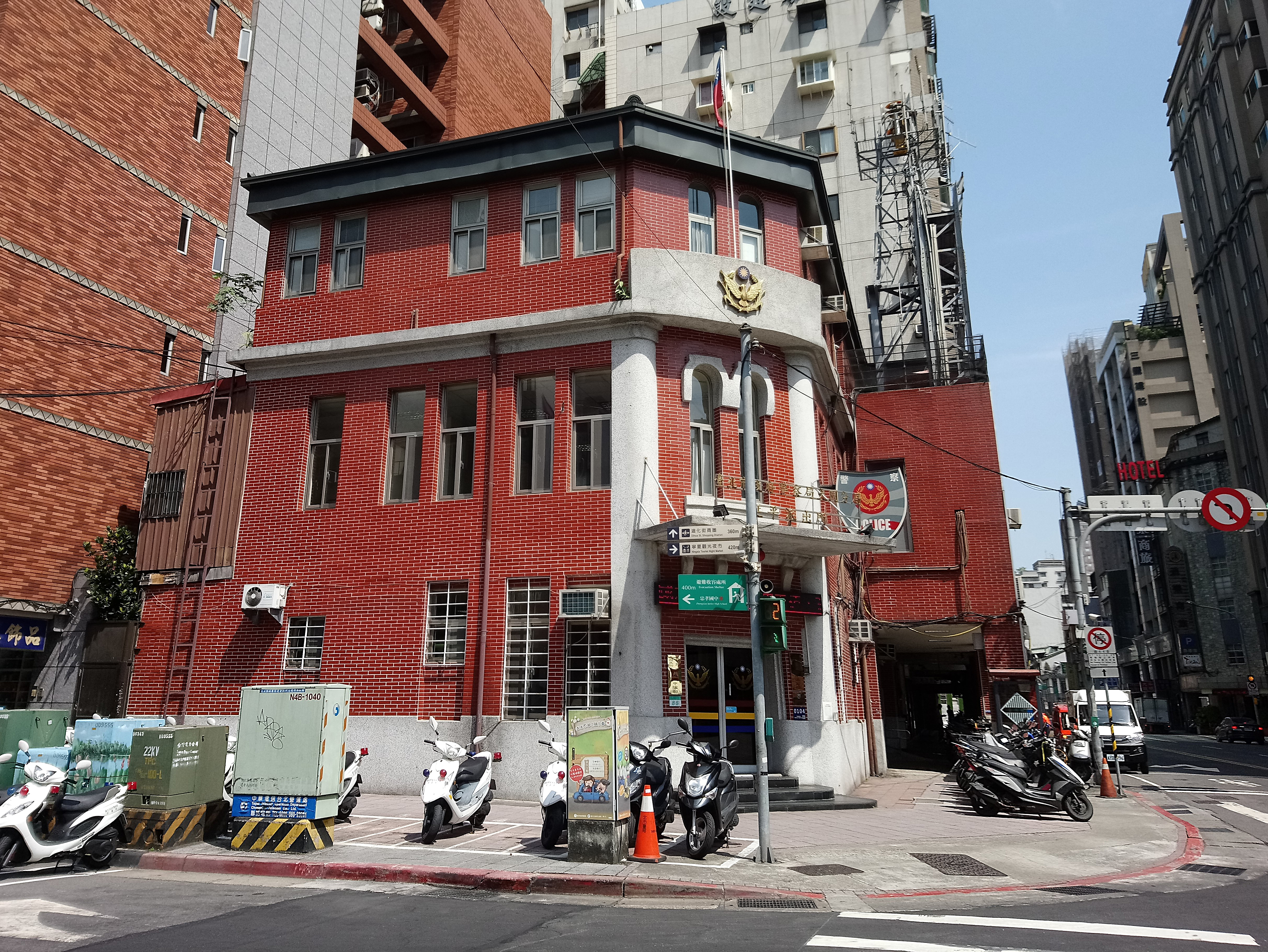
太平町二丁目警察官吏派出所（今延平派出所）
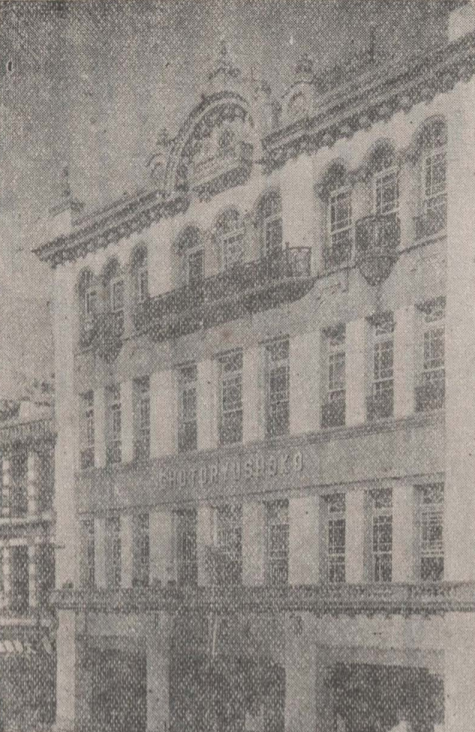
張東隆商行
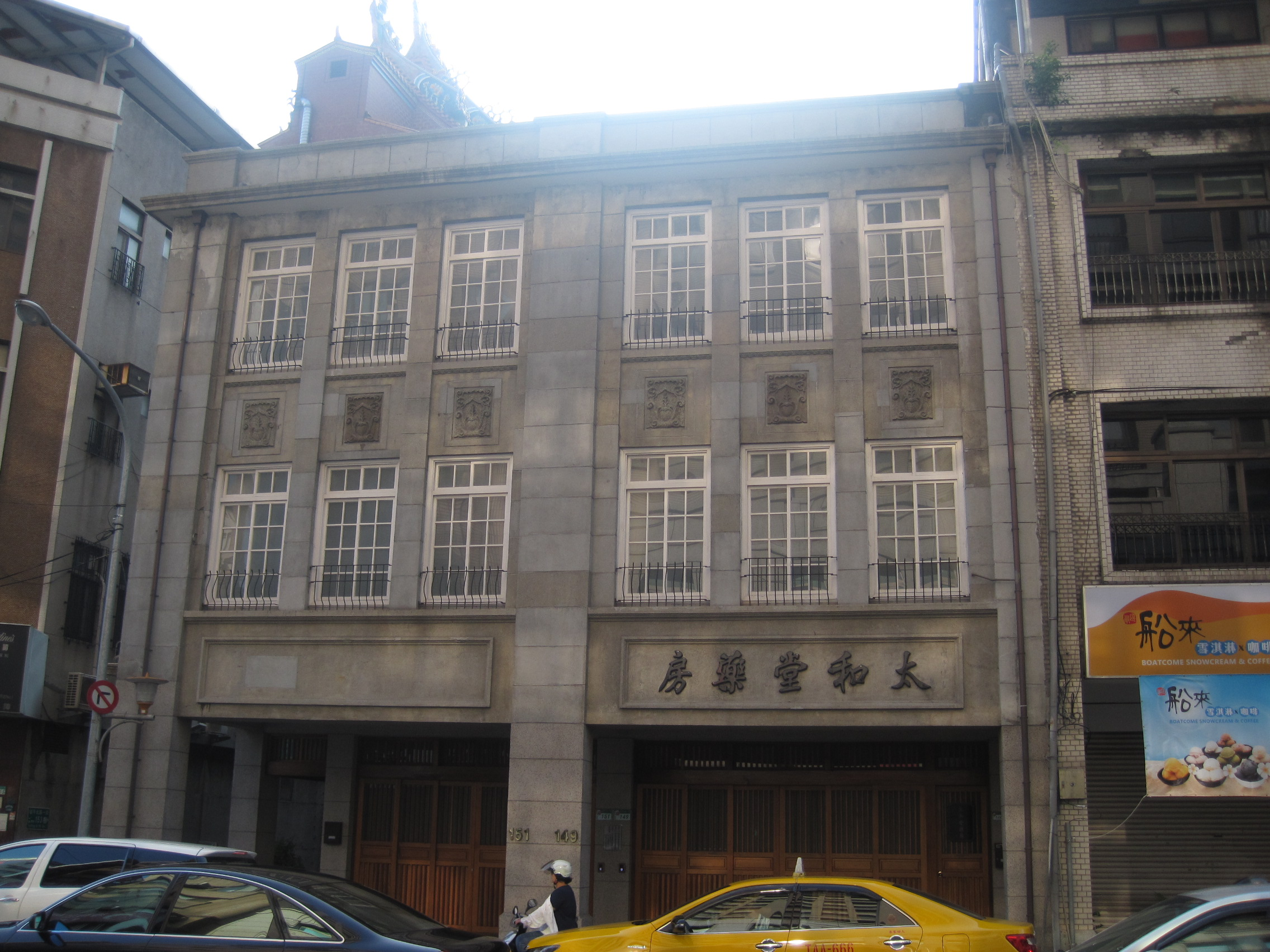
太和堂藥房
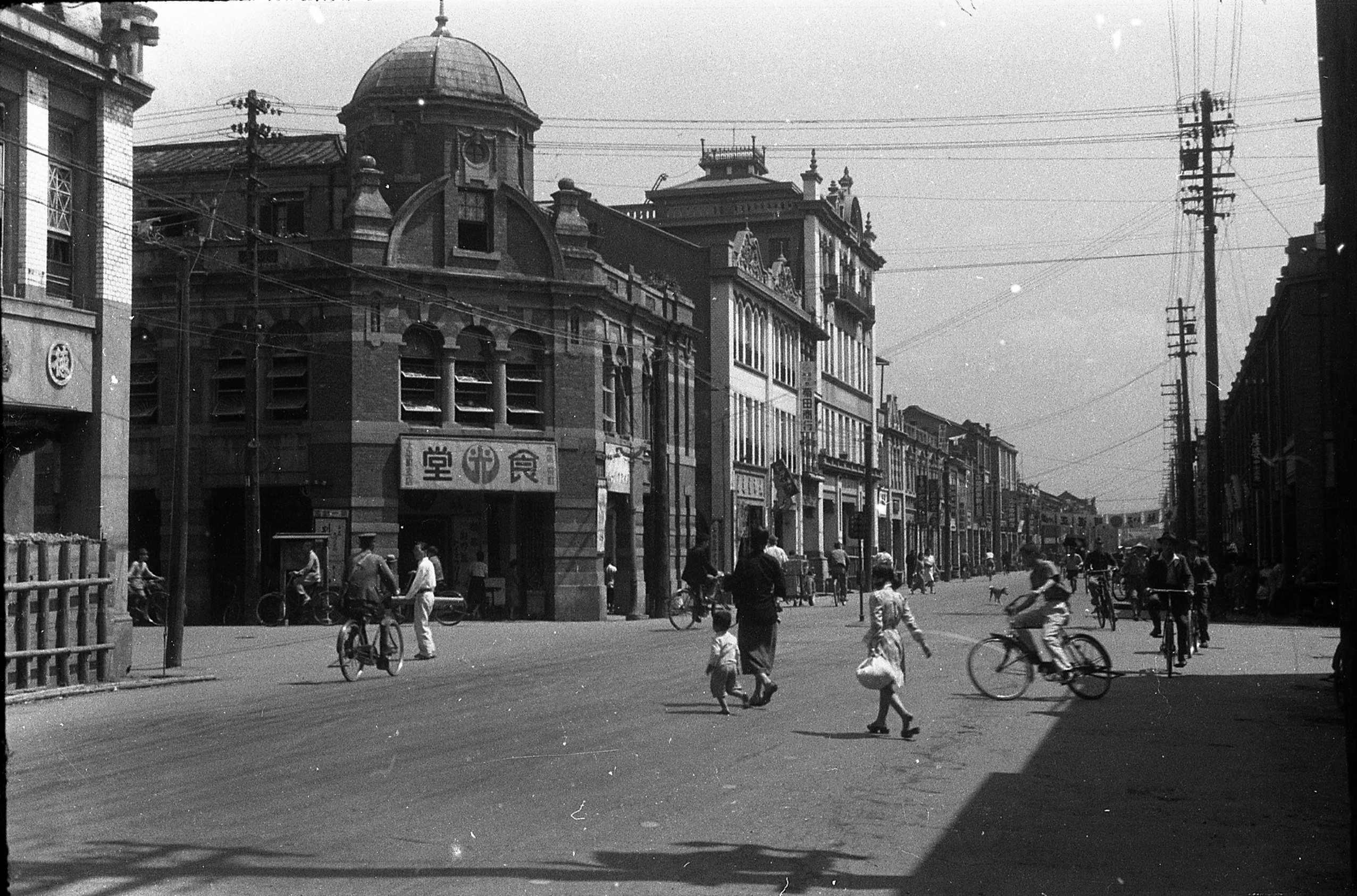
光食堂支店與張東隆商行
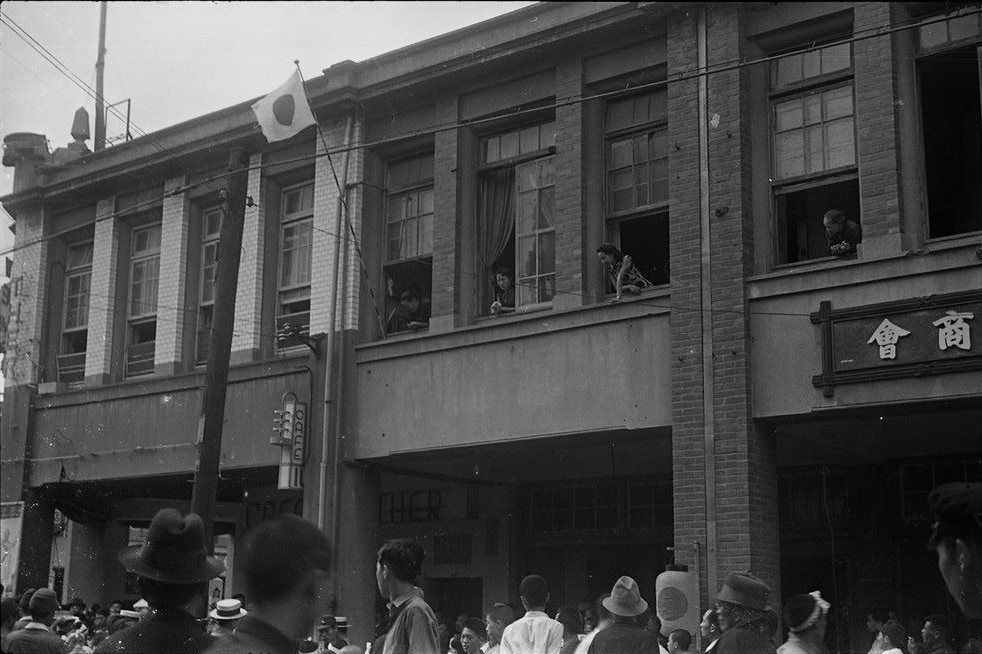
維特咖啡(黑美人大酒家)
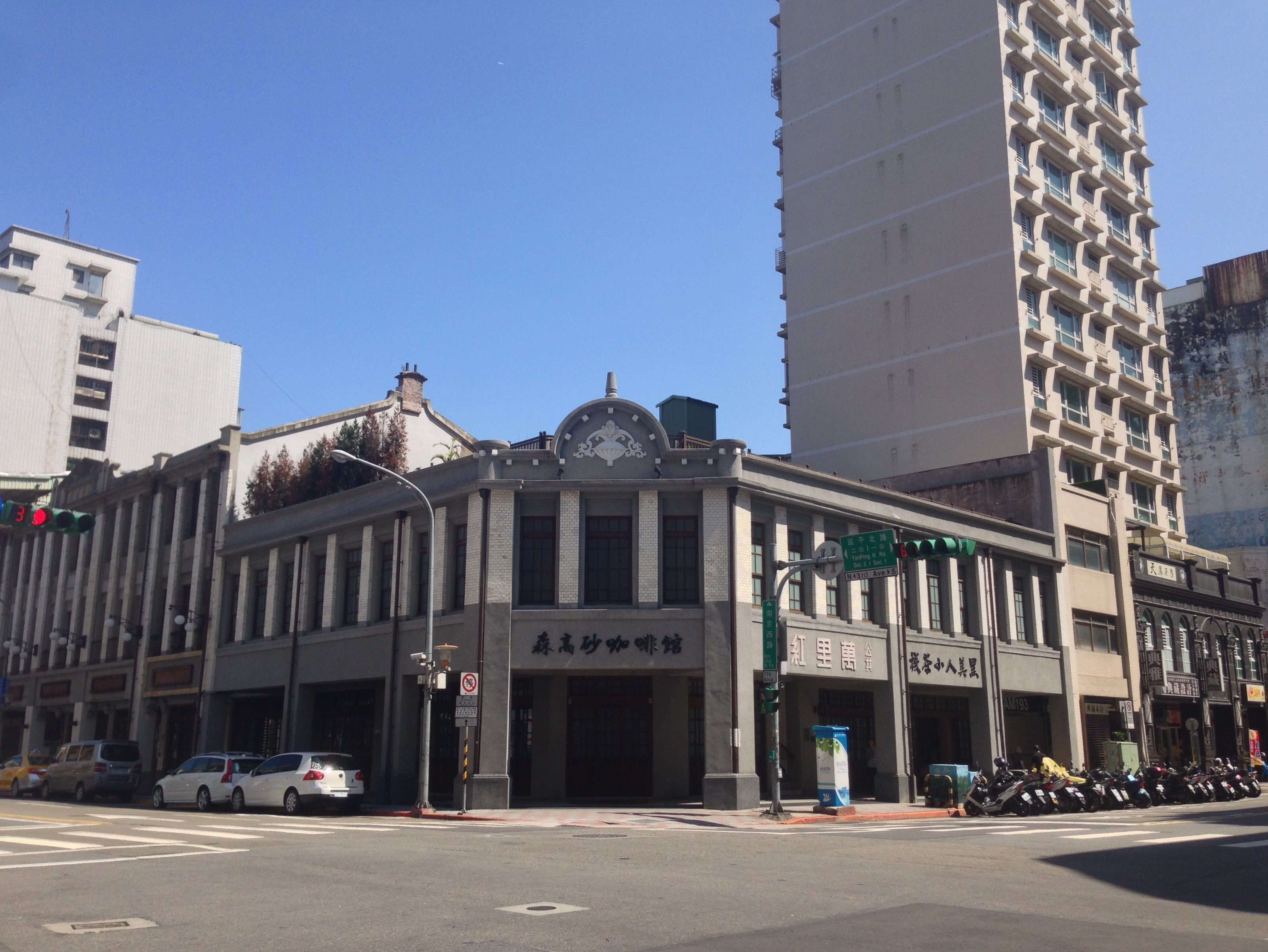
維特咖啡(黑美人大酒家)
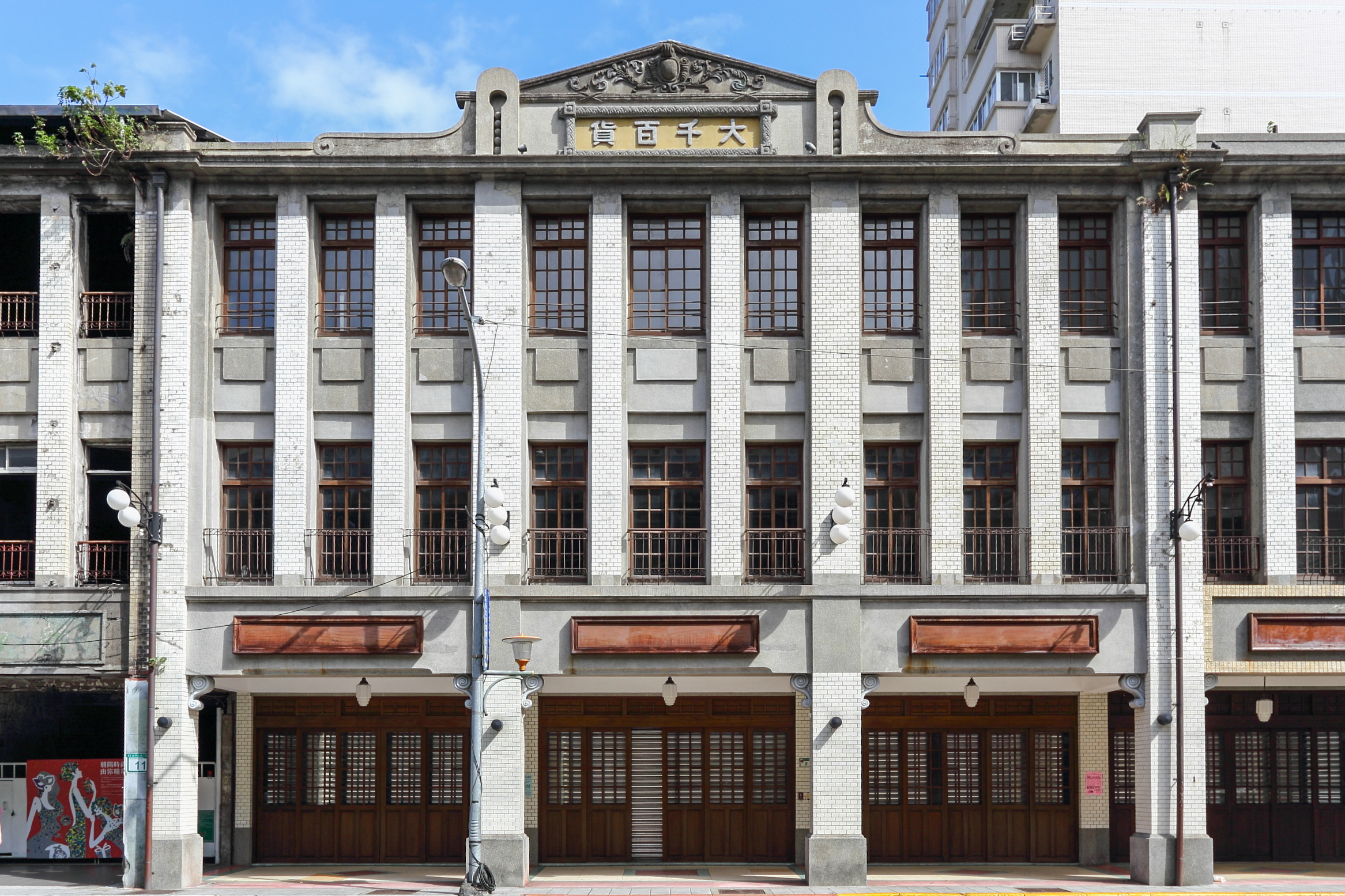
亞細亞ホテル(大千百貨)
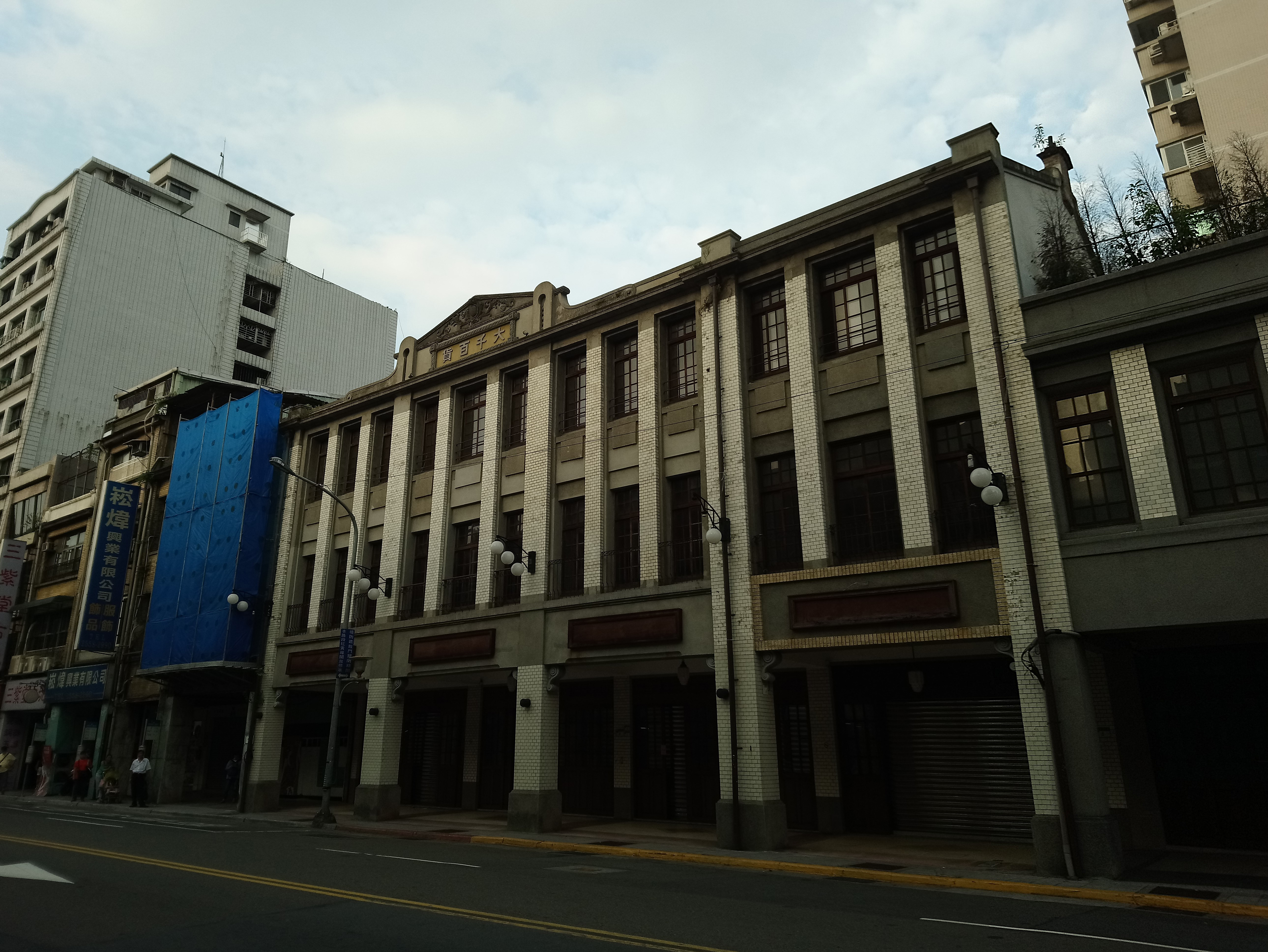
亞細亞ホテル(大千百貨)
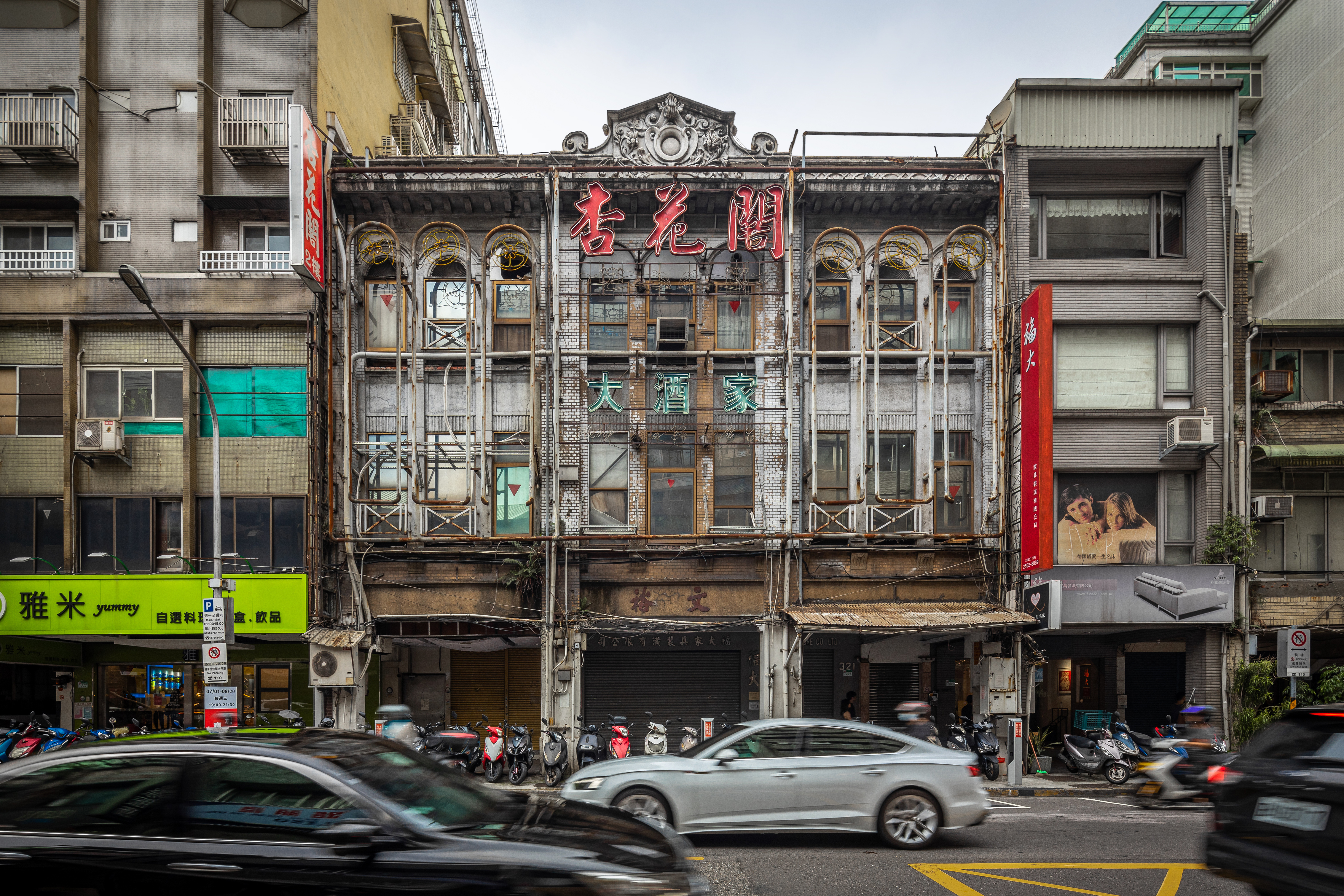
文裕茶行(杏花閣大酒家)
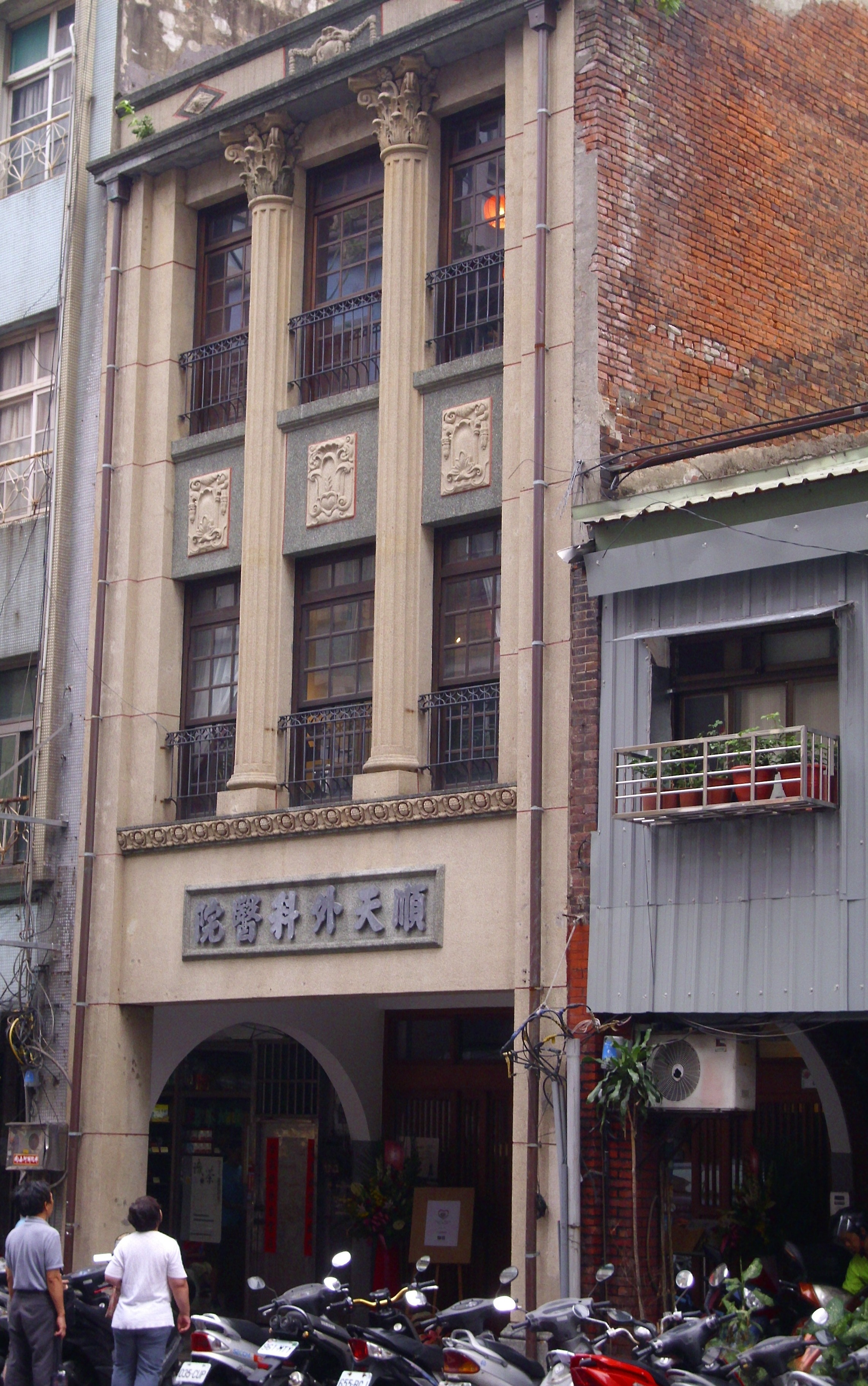
順天外科醫院
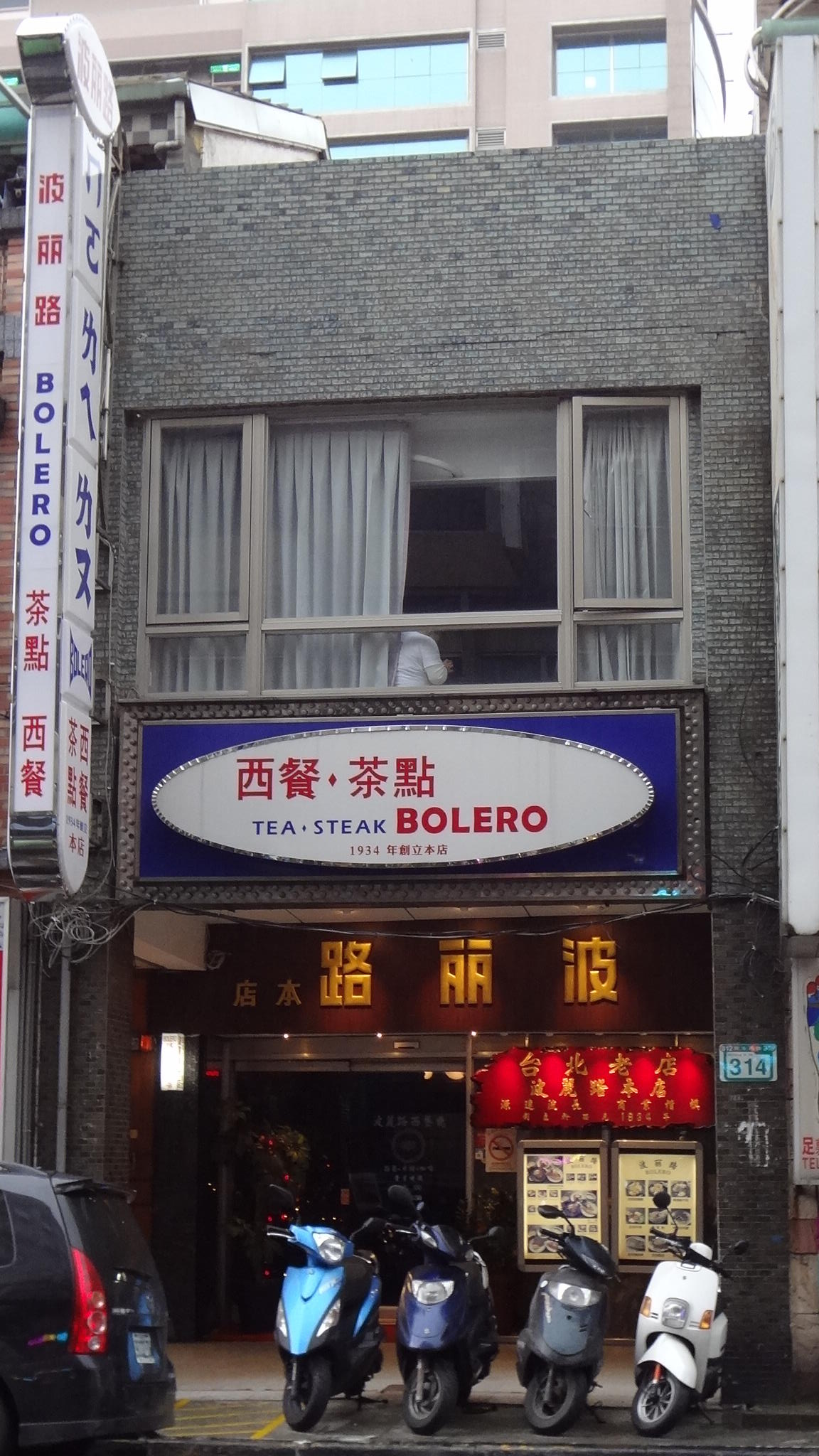
波麗路西餐廳
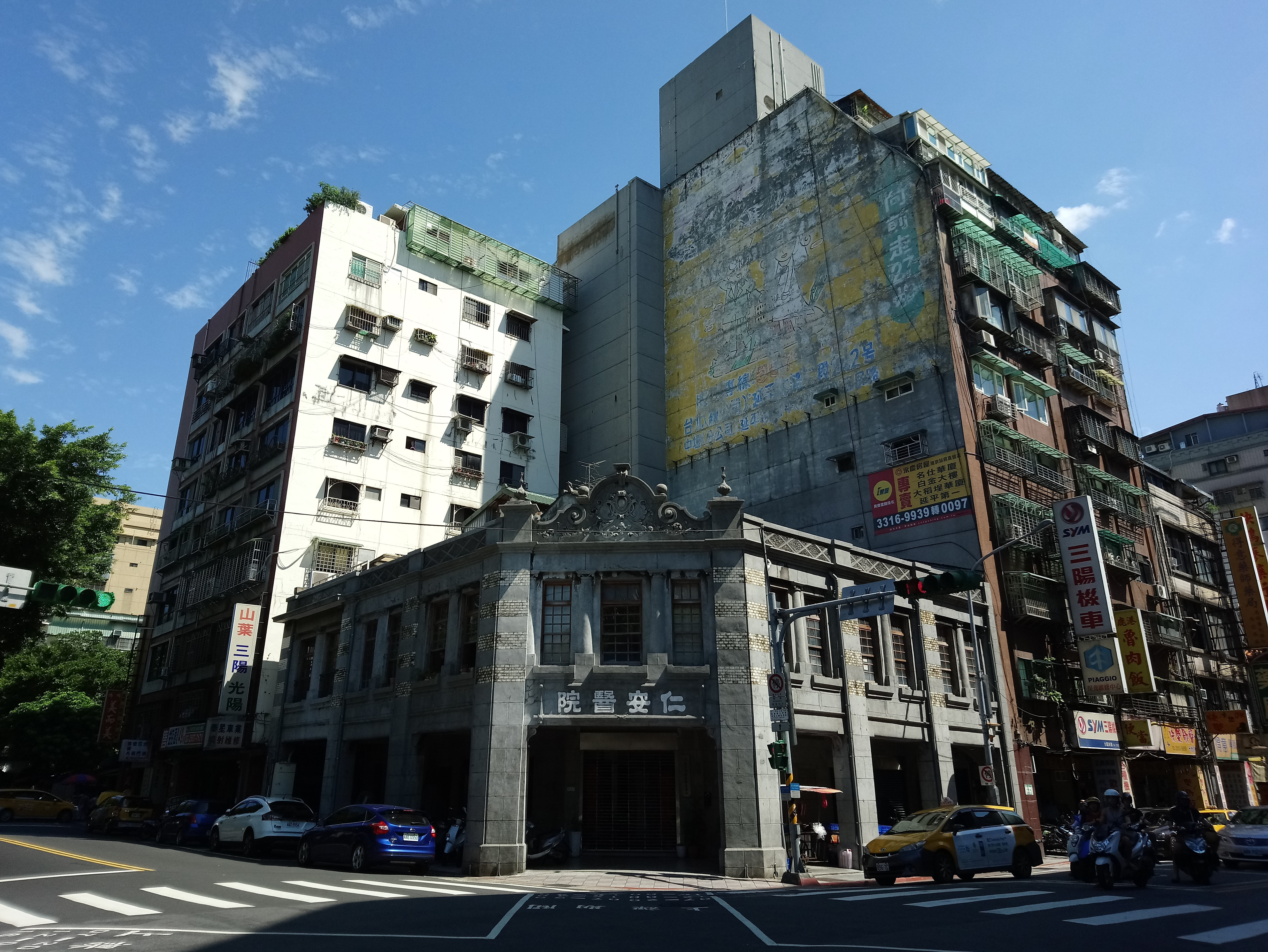
仁安醫院
永樂公學校(永樂國小)